# Падла I
Падла (Падала, Фадл) I (груз. ფადლა; д/н — 891) — 5-й еріставі-хорєпископ Кахетії в 881—893 роках.

## Життєпис
Походив з впливового роду Аревманелі. Про його діяльність відомостей обмаль, основні містяться в «Літописі Картлі». Ймовірно підняв повстання проти Гавриїла, еріставі-хорєпископа Кахетії, що невдало воював проти тбіліського еміра Гарбулока. Внаслідок запеклої боротьби здолав самого кахетинського правителя та весь його рід Донаурі.
В наступні роки зміцнив військо та відновив війну проти Тбіліськогое мірату, відвоювавши важливу область Гардабан. Зумів закріпити владу свого роду в Кахетії.
Помер Падла I 893 року. Йому спадкував син або зять Квіріке I.